# Шелбі (Вісконсин)
Шелбі (англ. Shelby) — місто (англ. town) в США, в окрузі Ла-Кросс штату Вісконсин. Населення — 4804 особи (2020).

## Демографія
Згідно з переписом 2010 року, у місті мешкало 4715 осіб у 1918 домогосподарствах у складі 1418 родин. Було 1997 помешкань
Расовий склад населення:
| - 96,0 % — білих - 1,9 % — азіатів - 0,6 % — чорних або афроамериканців - 0,4 % — корінних американців |

До двох чи більше рас належало 0,9 %. Частка іспаномовних становила 1,0 % від усіх жителів.
За віковим діапазоном населення розподілялося таким чином: 21,6 % — особи молодші 18 років, 61,5 % — особи у віці 18—64 років, 16,9 % — особи у віці 65 років та старші. Медіана віку мешканця становила 47,4 року. На 100 осіб жіночої статі у місті припадало 100,4 чоловіків;  на 100 жінок у віці від 18 років та старших — 98,3 чоловіків також старших 18 років.
Середній дохід на одне домашнє господарство  становив 104 888 доларів США (медіана — 78 103), а середній дохід на одну сім'ю — 128 204 долари (медіана — 94 507). Медіана доходів становила 60 265 доларів для чоловіків та 53 199 доларів для жінок. За межею бідності перебувало 6,6 % осіб, у тому числі 7,5 % дітей у віці до 18 років та 2,8 % осіб у віці 65 років та старших.
Цивільне працевлаштоване населення становило 2614 осіб. Основні галузі зайнятості: освіта, охорона здоров'я та соціальна допомога — 38,6 %, роздрібна торгівля — 14,3 %, науковці, спеціалісти, менеджери — 7,7 %, виробництво — 7,2 %.